# Hmelove, Mala Vîska
Hmelove (în ucraineană Хмельове) este localitatea de reședință a comunei Hmelove din raionul Mala Vîska, regiunea Kirovohrad, Ucraina.

## Demografie
Componența lingvistică a localității Hmelove
     Ucraineană (97,39%)
     Rusă (2,42%)
     Alte limbi (0,14%)
Conform recensământului din 2001, majoritatea populației localității Hmelove era vorbitoare de ucraineană (97,39%), existând în minoritate și vorbitori de rusă (2,42%).